# 아프리카 여자 네이션스컵
아프리카 여자 네이션스컵(Africa Women Cup of Nations)은 아프리카 축구 연맹(CAF)의 주관으로 개최되는 여자 축구 국가 대항전이다. 과거 2014년까지 아프리카 여자 축구 선수권 대회(African Women's Championship)로 불렸다. 이 대회는 FIFA 여자 월드컵 1년 전에 열리는 대회에 한해 FIFA 여자 월드컵 아프리카 지역 예선을 겸한다.

## 역대 대회
| 연도          | 개최국                     | 결승                                   | 결승                                   | 결승                                   | 4강전에서 탈락한 팀                    | 4강전에서 탈락한 팀                    | 4강전에서 탈락한 팀                    |
| 연도          | 개최국                     | 우승                                   | 득점                                   | 준우승                                 | 4강전에서 탈락한 팀                    | 4강전에서 탈락한 팀                    | 4강전에서 탈락한 팀                    |
| ------------- | -------------------------- | -------------------------------------- | -------------------------------------- | -------------------------------------- | -------------------------------------- | -------------------------------------- | -------------------------------------- |
| 1991년 자세히 | 홈 앤 어웨이 방식으로 개최 | 나이지리아                             | 2 – 0 4 – 0                            | 카메룬                                 | 기니 & 잠비아                          | 기니 & 잠비아                          | 기니 & 잠비아                          |
| 1995년 자세히 | 홈 앤 어웨이 방식으로 개최 | 나이지리아                             | 4 – 1 7 – 1                            | 남아프리카 공화국                      | 앙골라 & 가나                          | 앙골라 & 가나                          | 앙골라 & 가나                          |
| 연도          | 개최국                     | 결승                                   | 결승                                   | 결승                                   | 3위 결정전                             | 3위 결정전                             | 3위 결정전                             |
| 연도          | 개최국                     | 우승                                   | 득점                                   | 준우승                                 | 3위                                    | 득점                                   | 4위                                    |
| 1998년 자세히 | 나이지리아                 | 나이지리아                             | 2 – 0                                  | 가나                                   | 콩고 민주 공화국                       | 3 – 3 (승부차기 3 – 1)                 | 카메룬                                 |
| 2000년 자세히 | 남아프리카 공화국          | 나이지리아                             | 2 – 0 (중단)                           | 남아프리카 공화국                      | 가나                                   | 6 – 3                                  | 짐바브웨                               |
| 2002년 자세히 | 나이지리아                 | 나이지리아                             | 2 – 0                                  | 가나                                   | 카메룬                                 | 3 – 0                                  | 남아프리카 공화국                      |
| 2004년 자세히 | 남아프리카 공화국          | 나이지리아                             | 5 – 0                                  | 카메룬                                 | 가나                                   | 0 – 0 (승부차기 6 – 5)                 | 에티오피아                             |
| 2006년 자세히 | 나이지리아                 | 나이지리아                             | 1 – 0                                  | 가나                                   | 남아프리카 공화국                      | 2 – 2 (승부차기 5 – 4)                 | 카메룬                                 |
| 2008년 자세히 | 적도 기니                  | 적도 기니                              | 2 – 1                                  | 남아프리카 공화국                      | 나이지리아                             | 1 – 1 (승부차기 5 – 4)                 | 카메룬                                 |
| 2010년 자세히 | 남아프리카 공화국          | 나이지리아                             | 4 – 2                                  | 적도 기니                              | 남아프리카 공화국                      | 2 – 0                                  | 카메룬                                 |
| 2012년 자세히 | 적도 기니                  | 적도 기니                              | 4 – 0                                  | 남아프리카 공화국                      | 카메룬                                 | 1 – 0                                  | 나이지리아                             |
| 2014년 자세히 | 나미비아                   | 나이지리아                             | 2 – 0                                  | 카메룬                                 | 코트디부아르                           | 1 – 0                                  | 남아프리카 공화국                      |
| 2016년 자세히 | 카메룬                     | 나이지리아                             | 1 – 0                                  | 카메룬                                 | 가나                                   | 1 – 0                                  | 남아프리카 공화국                      |
| 2018년 자세히 | 가나                       | 나이지리아                             | 0 – 0 (승부차기 4 – 3)                 | 남아프리카 공화국                      | 카메룬                                 | 4 – 2                                  | 말리                                   |
| 2020년 자세히 | 취소 (개최국 없음)         | 코로나19 범유행의 여파로 인하여 취소됨 | 코로나19 범유행의 여파로 인하여 취소됨 | 코로나19 범유행의 여파로 인하여 취소됨 | 코로나19 범유행의 여파로 인하여 취소됨 | 코로나19 범유행의 여파로 인하여 취소됨 | 코로나19 범유행의 여파로 인하여 취소됨 |
| 2022년 자세히 | 모로코                     | 남아프리카 공화국                      | 2 – 1                                  | 모로코                                 | 잠비아                                 | 1 – 0                                  | 나이지리아                             |
| 2024년 자세히 | 모로코                     | 나이지리아                             | 3 – 2                                  | 모로코                                 | 가나                                   | 1 – 1 (승부차기 4 – 3)                 | 남아프리카 공화국                      |

## 같이 보기
- FIFA 여자 월드컵